# Medelpads runinskrifter 17
Runinskrift M 17 är en numera försvunnen runsten vid Sköns kyrka i Sundsvalls kommun, Medelpad. Ytterligare två runsten är placerad vid kyrkan, nämligen M 15 och M 16.
En tolkning av en äldre uppteckning följer nedan: 

## Inskriften
Translitterering av runraden:
... raisti stain þinsa aftiR ulaif ... ...i : run--
Normalisering till runsvenska:
... ræisti stæin þennsa æftiR Olæif ... [rist]i run[aR].
Översättning till nusvenska:
...reste denna sten efter Olav (fader sin. ...ristad)e runorna.